# Yung Rapunxel
Singles de Azealia Banks
Liquorice
(2012) ATM Jam
(2013)
Yung Rapunxel (stylisé en #YUNGRAPUNXEL) est une chanson écrite et enregistrée par la rappeuse et interprète américaine Azealia Banks. Il s’agit du premier single issu de son premier album studio, intitulé Broke with Expensive Taste. Le 16 avril 2013, le label Interscope a envoyé le morceau aux stations de radio outre-Atlantique. Celui-ci contient un extrait de la chanson No More Drama de Mary J. Blige.
Yung Rapunxel a été glorifié par la presse musicale qui, à plusieurs reprises, a complimenté le changement de style musical de Banks. Le 9 mars 2013, la pochette du single a été dévoilée sur le compte Twitter de la chanteuse. Le 11 mars, le titre a été rendu disponible en diffusion en flux par le biais de la plateforme en ligne Soundcloud,. Elle a interprété la chanson en direct lors du festival de Glastonbury en juin 2013.

## Parution
Yung Rapunxel devait initialement être dévoilé le 26 mars 2013. Cependant, il a été annoncé le 28 mars 2013 que la sortie du single a été repoussée au 16 avril. Le premier single extrait de l’album devait originellement être la chanson Miss Amor, accompagnée de sa deuxième face, Miss Camaraderie. Néanmoins, le 28 janvier, Banks a reconnu que le premier single sera finalement Yung Rapunxel,. La date de parution originale, qui était fixée au 12 février, avait d’abord été reportée au mois de mars, puis au 16 avril 2013.

## Accueil critique
Yung Rapunxel a été acclamé par la presse musicale, qui a noté un écart important par rapport aux travaux antérieurs de Banks. Marc Hogan du magazine Spin a indiqué que la chanson « est une véritable réinvention pour Banks, bien qu’elle ne possède pas tout à fait de moments mémorables... Finalement, Banks a laissé de côté son style seapunk pour faire un retour aux sources : un autre voyage vers une autre galaxie ». Michael Depland du site Web MTV a qualifié le morceau de « pétard hip-house de bonne foi » sur lequel « Azealia rappe habilement et explicitement sur un rythme witch-hop animé », ajoutant que Banks est « de retour pour cracher du feu sur une chanson maniaque influencée par le style HI-NRG des années 1990, qui est lui-même entrecoupé de hurlements étouffés ».

## Clip vidéo
Le tournage du clip vidéo de Yung Rapunxel a débuté le 22 février jusqu’au mois de mars 2013. Il a été publié le 16 avril 2013 et réalisé par l’artiste visuel Jam Sutton. Dans ce clip, qui incorpore un paramétrage visuel en noir et blanc principalement, sont visibles des policiers traversant une brume, des hiboux aux yeux jaunes et rouges volant en mouvement suspendu, un symbole Yin et yang en rotation, une main désincarnée flottant dans les airs avec un œil intégré dans sa paume et enfin Banks avec des bouches à la place des yeux et chevauchant un taureau mécanique. Le clip fut retiré de son compte Vevo puis remis pour ne changer que la fin où l'on voit désormais le nom de son nouveau label, Prospect Park.

## Formats et éditions
- Numérique[9]

1. Yung Rapunxel – 3:44

## Classements
| Classement (2013)                                      | Meilleure position |
| ------------------------------------------------------ | ------------------ |
| Allemagne (Media Control AG)                           | 8                  |
| Australie (ARIA)                                       | 25                 |
| Autriche (Ö3 Austria Top 40)                           | 39                 |
| Belgique (Flandre Ultratop 50 Singles)                 | 49                 |
| Belgique (Wallonie Ultratop 50 Singles)                | 25                 |
| Canada (Hot 100)                                       | 34                 |
| Danemark (Tracklisten)                                 | 17                 |
| États-Unis (Hot 100)                                   | 79                 |
| France (SNEP)                                          | 32                 |
| Irlande (IRMA)                                         | 30                 |
| Royaume-Uni (UK Singles Chart)                         | 152                |
| Royaume-Uni / Classement R&B (Official Charts Company) | 30                 |
| Royaume-Uni (UK Dance Chart)                           | 39                 |
| Suisse (Schweizer Hitparade)                           | 19                 |

## Historique de sortie
| Pays        | Date(s)       | Format    |
| ----------- | ------------- | --------- |
| Royaume-Uni | 15 avril 2013 | Numérique |
| États-Unis  | 16 avril 2013 | Numérique |